# José Miguel Guastavino
José Miguel Guastavino (Corrientes, julio de 1838 - agosto de 1911) fue un abogado, periodista y político argentino, que ejerció como gobernador de la provincia de Corrientes por el Partido Liberal.

## Biografía
Estudió en la Universidad de Córdoba recibiéndose de abogado y profesor de derecho romano.
Unitario decidido, editó el periódico Eco Libre de Córdoba, que fue cerrado por la intervención de Santiago Derqui. Durante un tiempo residió en Buenos Aires, donde fue el abogado defensor del primer juez sometido a juicio político en la Argentina. Tras un breve regreso a Corrientes, fue nombrado secretario de la Suprema Corte de Justicia de la Nación Argentina.

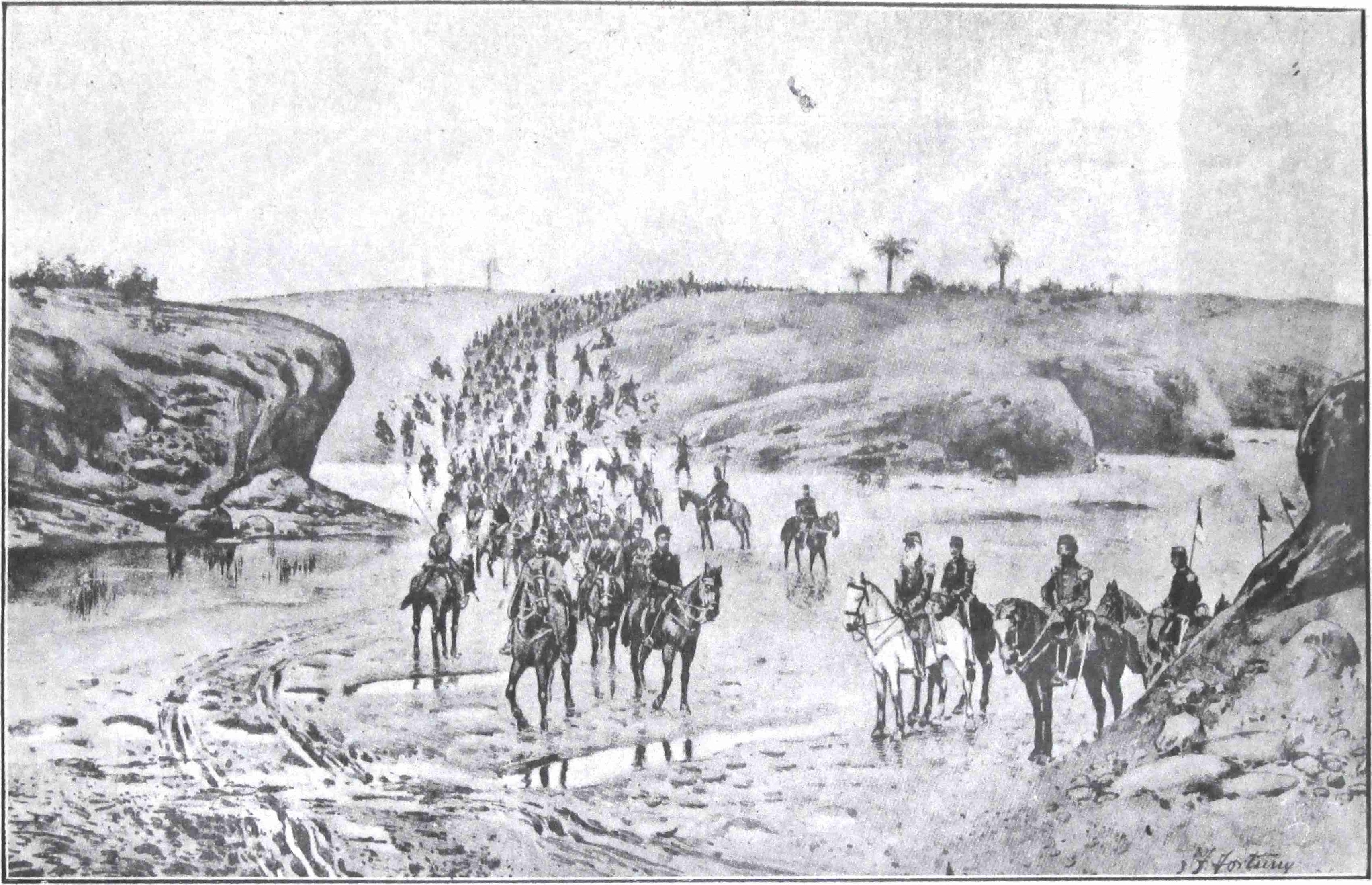
Pasaje del Ayuí por el Paso de la Patria, provincia de Corrientes, del primer cuerpo argentino. El 13 de agosto de 1865 el ejército atravesó el profundo zanjón o arroyo seco, el cual era sumamente pintoresco, por sus elevadas y caprichosas barrancas. — El general Paunero y el coronel Chenaut presencian el desfile, acompañados de algunos oficiales y del Doctor José M. Guastavino, Auditor de guerra.

En abril de 1865 fue nombrado auditor general del Ejército Argentino, tras el comienzo de la Guerra del Paraguay, y asistió a la batalla de Yatay, y e resto de la campaña de Corrientes. Fue juez federal con sede en Corrientes, y juez penal en Buenos Aires.
Apoyó la revolución de fines de 1868, por la que los liberales derrocaron al gobernador Evaristo López, aliado de los federales. López se retiró hacia el sur de la provincia, donde el general Nicanor Cáceres organizó un ejército en su defensa, pero ese ejército fue atacado por las fuerzas del Ejército, retiradas por esa razón del frente paraguayo. En definitiva, Cáceres fue derrotado y el general Emilio Mitre intervino la provincia, llamando a nuevas elecciones, en que sólo participaron los partidarios de su hermano Bartolomé Mitre, que acababa de dejar la presidencia.
En diciembre de 1868, Guastavino fue elegido gobernador. Hizo un gobierno de partido, con algunas obras públicas y muchos anuncios institucionales. Realizó el censo nacional en su provincia e inauguró el Colegio Nacional de Corrientes, para reemplazar al Colegio Argentino, que no se abría desde la invasión paraguaya. Renunció al cargo al año siguiente, dejándolo a su vice, el teniente coronel Santiago Baibiene.
Permaneció en Corrientes, donde se dedicó a la carrera judicial: fue juez y más tarde presidente del Superior Tribunal de Justicia provincial. Fue diputado por el mitrismo entre 1872 y 1876, volvió a presidir la corte provincial, fue convencional constituyente provincial, diputado nacional nuevamente en 1880, y en 1896, y por último fue miembro de la convención constituyente nacional en 1898. Escribió una importante obre sobre el Código Civil de la Nación.
Apoyó la revolución mitrista de 1874 y la de Carlos Tejedor en 1880, aunque no tuvo participación activa.
Falleció en Corrientes en agosto de 1911.